# Église Saint-Michel du Vieux-Cannet
L'église Saint-Michel du Vieux-Cannet est une église du XIe siècle située au Cannet-des-Maures, dans le département du Var. Dédiée à saint Michel, cette église-relais dépend de la paroisse Saint-Joseph du diocèse de Fréjus-Toulon et du doyenné de Brignoles,.

## Histoire
L'église romane est achevée en 1027 et remise en état au début du XVIIe siècle, après les guerres de religion. La chapelle latérale à gauche de l'entrée a été ajoutée en 1663.
L'église est classée au titre des monuments historiques par la liste de 1862.

## Description
La nef aveugle et sans transept (mais avec deux petites chapelles latérales) de l'église mesure 16 mètres de longueur et 8 mètres de largeur.
L'église est au cœur du village médiéval qui s'élève sur un piton rocheux dominant la plaine des Maures. Elle est construite en pierre calcaire. Le clocher date du début du XIIe siècle, surmonté d'un campanile en fer forgé offert par les paroissiens et le marquis de Colbert en 1746. L'horloge date de 1776. Au dessus de la porte d'entrée, une pierre de consécration montre deux petites figures entourant une croix pattée.
L'église abrite une remarquable Vierge à l'Enfant en bois de figuier, sculptée par un berger.

## En savoir plus